# Coccus celatus
Coccus celatus är en insektsart som beskrevs av De Lotto 1960. Coccus celatus ingår i släktet Coccus och familjen skålsköldlöss. Inga underarter finns listade i Catalogue of Life.